# Gnophopsodos altissimaria
Gnophopsodos altissimaria là một loài bướm đêm trong họ Geometridae.